# Mitsuke
Mitsuke (見附市 -shi) é uma cidade japonesa localizada na província de Niigata.
Em 2003 a cidade tinha uma população estimada em 43 289 habitantes e uma densidade populacional de 555,56 h/km². Tem uma área total de 77,92 km².
Recebeu o estatuto de cidade a 31 de Março de 1954.